# Дуйчев, Иван
Иван Симеонов Дуйчев (18 апреля (1 мая) 1907, София — 24 апреля 1986, там же) — болгарский историк и палеограф в области болгарской и византийской средневековой истории.

## Биография
Родился в Софии в 1907 году.
В 1932 году завершил обучение истории в Софийском университете, обучаясь у профессоров: Васил Златарский, Петр Муфчиев, Петр Ников, Петр Бицилли.
Специализировался в Италии в 1932—1936 гг., где под руководством проф. Сильвио Джузеппе Меркати защищает докторскую степень в Римском университете на тему «Българските Асеневци във Византия» в 1934. Окончил курс по палеографии и архивистике в Ватиканской школе в Риме. В это время его покровителем и наставником был префект Архива Ватикана кардинал Анджело Меркати.
Позже Иван Дуйчев становится ассистентом и затем доцентом средневековой болгарской истории в Софийском университете (1936-январь 1945). По убеждениям, ученый близок к толстовству и журналу «Възраждане» (Возрождение). После захвата Македонии болгарской армией в апреле 1941 года неоднократно посещает ее и знакомится с культурой местного болгарского населения. С 7 июля по 17 августа 1941 года Иван Дуйчев был откомандирован в качестве переводчика к итальянской комендатуре в Кастории, находящегося под итальянской оккупацией. Защита местных болгар от преследований греческими властями вызывает недовольство им, и по просьбе итальянской стороны Дуйчев был отозван обратно. Его небольшая книга «Македония в българската история» (Македония в болгарской истории) (1941) была включена властями Отечественного фронта в список «фашистских книг», а сам Дуйчев был уволен из университета и в течение нескольких лет был вынужден зарабатывать на жизнь переводами романов и научной литературы с французского языка. В 1945 году из-за поддержки македонских болгар просветительской и общественной деятельностью во время войны новые греческие власти вносят Ивана Дуйчева в список болгарских, итальянских и немецких военных и других лиц, которые должны предстать перед судом в процессе в Афинах как военные преступники. Дуйчев, в частности, был обвинен в «Краже и вывозе греческих культурных ценностей из Греции в Болгарию», так греческие власти трактовали вывоз Дуйчевым болгарского культурного наследия в Эгейской Македонии. Однако благодаря усилиям адвоката Стояна Бояджиева, который был задействован по линии Р. О. Болгарской армии для защиты всех болгарских военных и гражданских лиц, обвиняемых в процессе, Дуйчева удалось спасти благодаря дезинформации о мнимой смерти, который, впрочем, успевает скрыться на несколько месяцев в деревне в окрестностях Велико Тырново.
С 1950 года Иван Дуйчев работает старшим научным сотрудником в новооснованном Институте болгарской истории (ныне — Институт истории) при Болгарской академии наук.
В 1981 году был избран членом Болгарской академии наук. Участник международных конгрессов и конференций, членом Академии наук, литературы и искусств в Палермо, член-корреспондент Британской академии (Лондон), член Понтификальной академии археологии (Рим), лауреат премии Гердера (1974). Автор более 500 научных публикаций.
После смерти личная библиотека Дуйчева была предоставлена Софийскому университету, а дом, в котором он проживал, был преобразован в научно-исследовательский центр.

## Награды
- 1977 — удостоен звания «Народный деятель науки»[5]

## Факты из жизни
- В болгарской академической среде утверждают, что Иван Дуйчев является настоящим автор книги «Четвероевангелие царя Ивана Александра» (1980), опубликованной под именем Людмила Живкова[6]
- Вероятнее всего, именно Иван Дуйчев послужил прообразом болгарского профессора-медиевиста в романе Элизабет Костовой «Историк» (2005).